# Федоренко, Николай Васильевич
Николай Васильевич Федоренко (18 декабря 1910 – 1 февраля 1972) – российский учёный, лауреат Ленинской премии (1972).
Родился в Чернигове, родители работали учителями. Окончил школу в Ленинграде, куда семья переехала в 1924 году.
В 1929 -1932 работал слесарем-мотористом на железной дороге. В 1932 г. поступил в Институт гражданского воздушного флота, через три года перевёлся на физико-механический факультет Политехнического института, который с отличием окончил в 1938 г. Поступил на работу в лабораторию быстрых электронов ФТИ АН СССР, возглавлявшуюся Л. А. Арцимовичем.
С тех пор вся его жизнь была связана с Физико-техническим институтом им. А. Ф. Иоффе АН СССР. Там он прошёл путь от младшего научного сотрудника до руководителя лаборатории и с 1957 г. был заместителем директора по научной работе (одновременно с 1958 зав. сектором).
Во время войны в 1941-1943 находился во Владивостоке, где провёл большую работу по внедрению разработанного в ФТИ метода защиты кораблей от магнитных мин.
С 1948 г. начал исследования в области атомной физики. Был одним из создателей нового её раздела — физики атомных столкновений. Полученные им в 1948—1954 гг. данные о процессах ионизации, обдирки и перезарядки имели большое значение для решения проблемы промышленного электромагнитного разделения изотопов.
Доктор физико-математических наук (1954). Профессор (1958).
За цикл работ в области ядерной физики, опубликованных в 1951-1970 гг., в апреле 1972 г. посмертно удостоен Ленинской премии. Награждён орденами «Знак Почёта» (1945), Трудового Красного Знамени (1962) и многими медалями.